# Tűzraktér
A Tűzraktér független kulturális központ Budapesten, mely 2005 júniusában született Tűzraktár néven.
Végleges nevén és helyén közel 3 évnyi folyamatossággal, 2008-tól 2011-ig működött.

## Célok
A Tűzrakteret fiatal művészek, építészek, színészek, és sokan mások alapították, elsősorban azzal a céllal, hogy közösségi helyet teremtsenek, bemutatkozási, gyakorlási lehetőségekkel szolgáljanak pályakezdő művészek számára.

## Közhasznú szabad kulturális, szabad művészeti eredmények
Ha bár a célok közt nem szerepelt, a helynek mégis sikerült (még bezárása után is) néhány közhasznú, szabad kulturális eredményt létrehoznia, még zenemű is készült a tiszteletére. Ezek az eredmények, néhány médiafájl elérhetők a Wikimédia Commonson.

## Történet
A Tűzraktér civil kezdeményezésként született, és 2005. június 23-án nyitotta meg kapuit Budapesten, a Tűzoltó u. 54-56. szám alatt található volt Laboratóriumi Műszergyár romos, évek óta használaton kívül álló épületében, akkor még Tűzraktár néven.
Az épület tulajdonosa az épületet ingyen bocsátotta a fiatal művészek, a Tűzraktár kitalálóinak rendelkezésére. A kulturális központban koncertterem, színháztermek, próbatermek, galériák kaptak helyet 12 000 négyzetméteren. A központ része volt egy első évben Tűztér néven üzemelő szórakozóhely is, amely az épület tulajdonosától bérelte a területet.
2006 áprilisától új vendéglátó- és némileg megfogyatkozott szervezőcsapat működtette tovább a helyet, immár Tűzraktér néven.
2006 végén a Tűzraktér Kulturális Központ elköltözött a Tűzoltó utcából, székhelyét a Kinizsi utcába tette át. Itt  Tűz IX. néven egy időszakos galériát üzemeltetett Ferencváros Önkormányzata jóvoltából.
2008 májusától a VI. kerület Hegedű utca 3. szám alatt, a volt Terézvárosi Kéttannyelvű Általános Iskola és Gimnázium helyén folytatta működését. 
Az épületeben a Terézváros Önkormányzata és Budapest Főváros Önkormányzata adott lehetőséget a kulturális központ kialakítására.
2011-ben a központot Terézváros Önkormányzata kiürítésre kötelezte, az épület azóta üresen áll.
Az évek óta üresen álló épületet 2016. nyarán kezdték el bontani. 

## Eredmények
A Tűzraktér első éves működése során nagy népszerűségre tett szert. Nyitóeseményén mintegy 2000 ember vett részt. Több száz koncert, több kiállítás, színházi előadás helyszíne lett. Anyagi hátterének csekélysége miatt ugyanakkor hidegebb időszakokban bezárt, mivel a fűtés nem volt megoldva, a romos épületben kezdetleges elektromos rendszer működött, a koncertek hangtechnikai támogatottsága is hagyott kívánni valót maga után.
Ennek ellenére amatőr és pályakezdő művészek mellett olyan világhírű művészek is megfordultak a helyen, mint Frank Gehry.

### Végszó
2011. február:
„A Tűzraktér Független Kulturális Központ és Alkotóház 6. kerületi önkormányzattal folytatott tárgyalásai a napokban megdöbbentő fordulatot vettek. Számunkra jelenleg ismeretlen okokból a Tűzraktér Hegedű utcai épületében az eddig támogatott kulturális és művészeti tevékenységünket a terveik szerint ellehetetlenítik.
Március 31-ével a 374 főt befogadó ALKOTÓHÁZUNKAT KIÜRÍTÉSRE KÖTELEZTÉK!”
2011. április 29-én a kerületi képviselő-testület megállapította, hogy a Hegedű utca 3. alatti ingatlanra kiírt pályázat eredménytelenül zárult. Hassay Zsófia polgármester indítványára a testület kinyilvánította, hogy az épületet alkotóházként kívánja működtetni, és ennek koncepcióját ki kell dolgozni.
Értékelők szerint a döntés egyetlen célja, illetve értelme, hogy „kitúrja a Tűzraktér üzemeltetőit az intézményből”.